# Jean-Pierre Jaussaud
Jean-Pierre Jaussaud (Caen, 1937. június 3. – 2021. július 22.) francia autóversenyző, a Le Mans-i 24 órás verseny kétszeres győztese.

## Pályafutása
1964 és 1970 között a francia Formula–3-as bajnokságban versenyzett. 1965-ben, 67-ben és 69-ben másodikként zárt a pontversenyben, 1970-ben pedig a sorozat bajnoka volt. Ebben az időszakban több Formula–3-as futamon, kupaversenyen is elindult. 1968-ban megnyerte a monacói Formula–3-as nagydíjat.
Ezt követően évekig állandó résztvevője volt az európai Formula–2-es sorozatnak. Az 1972-es szezont a második helyen zárta Mike Hailwood mögött.
Pályafutása alatt tizenhárom alkalommal állt rajthoz a Le Mans-i 24 órás versenyen. 1978-ban Didier Pironi, 1980-ban Jean Rondeau váltótársaként szerzett győzelmet a viadalon. 1982-ben harmadik lett a Dakar-ralin.

## Eredményei
Le Mans-i 24 órás autóverseny
| Év   | Csapat                      | Autó          | Csapattárs            | Csapattárs        | Helyezés | Kiesés oka |
| ---- | --------------------------- | ------------- | --------------------- | ----------------- | -------- | ---------- |
| 1966 | Matra Sports Srl.           | Matra MS620   | Henri Pescarolo       |                   | Kiesett  | Olajpumpa  |
| 1967 | Equipe Matra Sports         | Matra MS630   | Henri Pescarolo       |                   | Kiesett  | ?          |
| 1973 | Equipe Matra Simca Shell    | Matra MS670B  | Jean-Pierre Jabouille |                   | 3.       |            |
| 1974 | Equipe Gitanes              | Matra MS670B  | Bob Wollek            | José Dolhem       | Kiesett  | Motorhiba  |
| 1975 | Gulf Research Racing Co.    | Gulf GR8      | Vern Schuppan         |                   | 3.       |            |
| 1976 | Inaltera                    | Inaltera LM   | Jean Rondeau          | Christine Beckers | 21.      |            |
| 1977 | Renault Sport               | Alpine A442   | Patrick Tambay        |                   | Kiesett  | Motorhiba  |
| 1978 | Renault Sport               | Alpine A442   | Didier Pironi         |                   | Győzelem |            |
| 1979 | Grand Touring Cars Inc.     | Ford M10      | Vern Schuppan         | David Hobbs       | Kiesett  | Baleset    |
| 1980 | Jean Rondeau ITT Le Point   | Rondeau M379B | Jean Rondeau          |                   | Győzelem |            |
| 1981 | Otis Jean Rondeau           | Rondeau M379C | Jean Rondeau          |                   | Kiesett  | ?          |
| 1982 | Automobiles Jean Rondeau    | Rondeau M382C | Henri Pescarolo       |                   | Kiesett  | Motorhiba  |
| 1983 | Ford Concessionaires France | Rondeau M482  | Philippe Streiff      |                   | Kiesett  | ?          |